# Malinnik (Neder-Silezië)
Malinnik (Duits Herischdorf) is een voormalig dorp, thans een wijk in Cieplice Śląskie-Zdrój (Duits Bad Warmbrunn), een stadsdeel van de Poolse stad Jelenia Góra (Duits: Hirschberg) aan de voet van het Reuzengebergte in woiwodschap Neder-Silezië. Malinnik ligt aan twee zijden van de rivier Kamienna, ongeveer 350 meter boven de zeespiegel, iets ten oosten van de kern van Cieplice Śląskie-Zdrój. Jelenia Góra ligt 5 km ten noordoosten van Malinnik.

## Bestuurlijke geschiedenis
Herischdorf was tot 1816 een zelfstandige gemeente, in 1816 werd het ingelijfd bij de Pruisische regionale bestuurseenheid (Kreis) Hirschberg im Riesengebirge. Bij de volkstelling van 1900 waren er 2.887 inwoners en in 1939 inmiddels 4.452 inwoners. Daarmee was Herischdorf de vierde grootste gemeente in Kreis Hirschberg. In 1941 werd de gemeente Herischdorf bestuurlijk samengevoegd met de stad Bad Warmbrunn waarmee het in der loop der jaren mee was samen gegroeid. In 1945, na de Tweede Wereldoorlog werd het gebied onder Pools bestuur geplaatst en werd Herischdorf omgedoopt tot Malinnik tevens werd de regio etnisch gezuiverd volgens de naoorlogse Conferentie van Potsdam. De Duitse bevolking werd verdreven en vervangen door Polen. In 1975 werd de stad Cieplice Śląskie-Zdrój (Bad Warmbrunn) samengevoegd met de gemeente Jelenia Góra (Hirschberg) tot één grote gemeente, met als gevolg dat het dorp malinnik zijn zelfstandig karakter verloor en een "wijk" van Cieplice Śląskie-Zdrój werd.